# DeepL
O tradutor DeepL (pronúncia em alemão: [diːpˈʔɛɫ]) (abrev. de deep learning) é um serviço online da DeepL GmbH em Colônia, na Alemanha, de tradução automática, que foi publicado online em 28 de agosto de 2017. No momento de sua publicação, dizem que o serviço tem superado as ofertas de concorrentes como Google, Microsoft e Meta em estudos duplo-cego.

## Método de tradução
O serviço utiliza redes neurais convolucionais (CNN) treinadas com a base de dados Linguee. A tradução é gerada por um supercomputador que atinge 5,1 petaflops e é alimentada por energia hidráulica barata na Islândia. As CNNs são, em princípio, um pouco mais adequadas para sequências de palavras longas e coerentes, mas não têm sido utilizadas pelos concorrentes devido às suas fraquezas em favor das redes neurais recorrentes. Os pontos fracos do DeepL são compensados com truques adicionais, alguns dos quais são conhecidos publicamente.
Documentos Word em formato .docx e apresentações em PowerPoint (.pptx) também são traduzidos. As notas de rodapé, formatação e imagens incorporadas são mantidas.
As traduções são fornecidas em inglês, francês, alemão, espanhol, italiano, holandês, polonês, português, russo, japonês e chinês em ambas as direções.

## Uso

### Uso grátis
Até janeiro de 2023, era possível uma tradução gratuita em um comprimento de texto de no máximo 5000 caracteres. Clientes comerciais podem usar uma interface de programação com custos para incorporar DeepL sobre ele em um software próprio. Além disso, DeepL é financiado pela publicidade no site irmão linguee.com.

### DeepL Pro
Disponível desde março de 2018, o serviço de assinatura paga DeepL Pro para tradutores profissionais, empresas e desenvolvedores inclui uma interface de programação e um plug-in de software para ferramentas CAT, incluindo o SDL Trados Studio. Em contraste a versão gratuita, os textos traduzidos não são armazenados, e a limitação de entrada de 5000 caracteres não é mais aplicável. O modelo de preços prevê uma taxa básica mensal, que inclui um montante fixo de texto. Os textos que excedam este valor são cobrados de acordo com o número de caracteres.
Em outubro de 2018, o modelo de preços foi revisto para que, em vez de apenas um modelo de pagamento, várias opções estivessem disponíveis.

## História da empresa
A empresa foi fundada em Colônia em 2008 sob o nome de Linguee GmbH por Gereon Frähling e Leonard Fink. Eles construíram um dicionário para 25 idiomas, que poderia ser usado para traduções através de um serviço online.
Com a publicação do "DeepL" em 2017, a razão social da empresa foi alterada para DeepL GmbH.